# Беларусь на чемпионате Европы по лёгкой атлетике 2006
На чемпионате Европы по легкой атлетике 2006 Белоруссию представляют 36 спортсменов.

## Результаты
|          | Золото | Серебро | Бронза | Всего |
| -------- | ------ | ------- | ------ | ----- |
| Беларусь | 3      | 2       | 1      | 6     |

Золотые медали завоевали:
- Рита Турова - спортивная ходьба 20 км (9 августа)
- Наталья Хоронеко - толкание ядра (12 августа)
- Иван Тихон - метание молота (12 августа)

Серебряные медали завоевали:
- Андрей Михневич - толкание ядра (7 августа)
- Надежда Остапчук - толкание ядра (12 августа)

Бронзовые медали завоевали:
- Вадим Девятовский - метание молота (12 августа)

## Толкание ядра
Мужчины
- Квалификация (7 августа)
  - Андрей Михневич — 20.49 м (2 место — проходит)
  - Павел Лыжин — 19.71 м (11 место — проходит)
- Финал (7 августа)
  - Андрей Михневич — 21.11 м (2 место)
  - Павел Лыжин — 19.51 м (10 место)

Женщины
- Квалификация (11 августа)
  - Наталья Хоронеко - 18.14 (4 место - проходит)
  - Надежда Остапчук - 17.90 (7 место - проходит)
- Финал (12 августа)
  - Наталья Хоронеко - 19.43 (1 место)
  - Надежда Остапчук - 19.42 (2 место)

## Метание молота
Мужчины
- Квалификация (9 августа)
  - Иван Тихон — 77.21 (3 место — проходит)
  - Вадим Девятовский — 76.87 (5 место — проходит)
  - Андрей Воронцов — 75.15 (10 место — проходит)
- Финал (11 августа)
  - Иван Тихон - 81.11 (1 место)
  - Вадим Девятовский - 80.76 (3 место)
  - Андрей Воронцов - 3 заступа - снят

Женщины
- Квалификация (7 августа)
  - Мария Смолячкова — 69.19 (3 место — проходит)
  - Ольга Цандер — 67.54 (9 место — проходит)
  - Оксана Менькова — 62.85 (23 место — не проходит)
- Финал (8 августа)
  - Мария Смолячкова — 71.87 (4 место)
  - Ольга Цандер — неудача в трех попытках — снята

## Метание диска
Женщины
- Квалификация (8 августа)
  - Ирина Ятченко — 61.00 (8 место — проходит)
  - Элина Зверева — 58.72 (12 место — проходит)
- Финал (10 августа)
  - Элина Зверева - 61.72 (6 место)
  - Ирина Ятченко - 59.65 (10 место)

## Метание копья
Женщины
- Квалификация (12 августа)
  - Наталья Шумчук - 57.40 (15 место - не проходит)

## Бег 100 метров
Женщины
- Round 1 (8 августа)
  - Елена Невмержицкая — 11.28 (6 место — проходит)
  - Юлия Нестеренко — 11.33 (10 место — проходит)
- Полуфинал (9 августа)
  - Юлия Нестеренко — 11.28 (3 место — проходит)
  - Елена Невмержицкая — 11.45 (6 место — не проходит)
- Финал (9 августа)
  - Юлия Нестеренко — 11.34 (6 место)

## Бег 400 метров
Женщины
- Round 1 (8 августа)
  - Илона Усович — 51.34 (4 место — проходит)
- Полуфинал (9 августа)
  - Илона Усович — 50.74 (3 место — проходит)
- Финал (10 августа)
  - Илона Усович — 50.69 (5 место)

## Бег 1500 метров
Женщины
- Полуфинал (11 августа)
  - Светлана Климкович - 4:12.80 (18 место - не проходит)

## Эстафета 4х400
Женщины
- Полуфинал (12 августа)
  - Екатерина Бобрик
  - Ирина Хлюстова
  - Анна Козак
  - Светлана Усович

Результат - 3:26.71 (2 место - проходит)

## 3000 с препятствиями
Женщины
- Полуфинал (10 августа)
  - Алеся Турова - 9:37.01 (1 место - проходит)

## Спортивная ходьба
Мужчины
- Финал 20 км (8 августа)
  - Сергей Чернов — 1:23:03 (9 место)
  - Андрей Талашко — дисквалифицирован
- Финал 50 км (10 августа)
  - Андрей Степанчук - 3:57:27 (16 место)

Женщины
- Финал 20 км (9 августа)
  - Рита Турова - 1:27:08 (1 место)
  - Елена Гинько - дисквалифицирована

## Прыжки в длину
Женщины
- Квалификация (11 августа)
  - Ирина Чернышенко-Стасюк
  - Наталья Сафронова

## Тройной прыжок
Женщины
- Квалификация (8 августа)
  - Наталья Сафронова — 14.21 (4 место — проходит)
- Финал (9 августа)
  - Наталья Сафронова — 14.13 (8 место)

## Прыжки с шестом
Мужчины
- Квалификация (10 августа)
  - Игорь Алексеев - 5.55 (10 место - проходит)

## Десятиборье
Мужчины
- 100 м (10 августа)
  - Александр Пархоменко - 11.33 (789 очков)
- Прыжки в длину (10 августа)
  - Александр Пархоменко - 7.13 (845 очков)
- Толкание ядра (10 августа)
  - Александр Пархоменко - 15.93 (847 очков)
- Прыжки в высоту (10 августа)
  - Александр Пархоменко - 2.00 (803 очков)
- 400 м (10 августа)
  - Александр Пархоменко - 50.33 (799 очков)
- 110 с препятствиями (11 августа)
  - Александр Пархоменко - 14.58 (901 очков)
- Метание диска (11 августа)
  - Александр Пархоменко - 43.99 (746 очков)
- Прыжки с шестом (11 августа)
  - Александр Пархоменко - 4.70 (819 очков)
- Метание копья (11 августа)
  - Александр Пархоменко - 66.02 (829 очков)
- 1500 м (11 августа)
  - Александр Пархоменко - 4:27.99 (758 очков)
- Общий результат
  - Александр Пархоменко - 8136 очков (6 место)